# Frières-Faillouël
Frières-Faillouël ist eine französische Gemeinde mit 976 Einwohnern (Stand: 1. Januar 2022) im Département Aisne in der Region Hauts-de-France; sie gehört zum Arrondissement Laon, zum Kanton Chauny und zum Gemeindeverband Chauny-Tergnier-La Fère.
Die Einwohner werden Frièrois und Frièroises genannt.

## Geografie
Frières-Faillouël liegt etwa 30 Kilometer nordwestlich von Laon.

### Nachbargemeinden
Umgeben ist Frières-Faillouël von den Nachbargemeinden Jussy im Norden, Mennessis im Osten, Tergnier im Südosten, Viry-Noureuil im Süden, Villequier-Aumont im Südwesten sowie Flavy-le-Martel im Westen und Nordwesten.

## Bevölkerungsentwicklung
| Jahr                       | 1962 | 1968 | 1975 | 1982 | 1990 | 1999 | 2006 | 2014 | 2021 |
| Einwohner                  | 698  | 660  | 574  | 635  | 775  | 774  | 851  | 1010 | 981  |
| Quellen: Cassini und INSEE |      |      |      |      |      |      |      |      |      |

## Sehenswürdigkeiten
- Kirche Notre-Dame, in den 1930er Jahren wiedererrichtet, nachdem der Vorgängerbau im Ersten Weltkrieg zerstört worden war

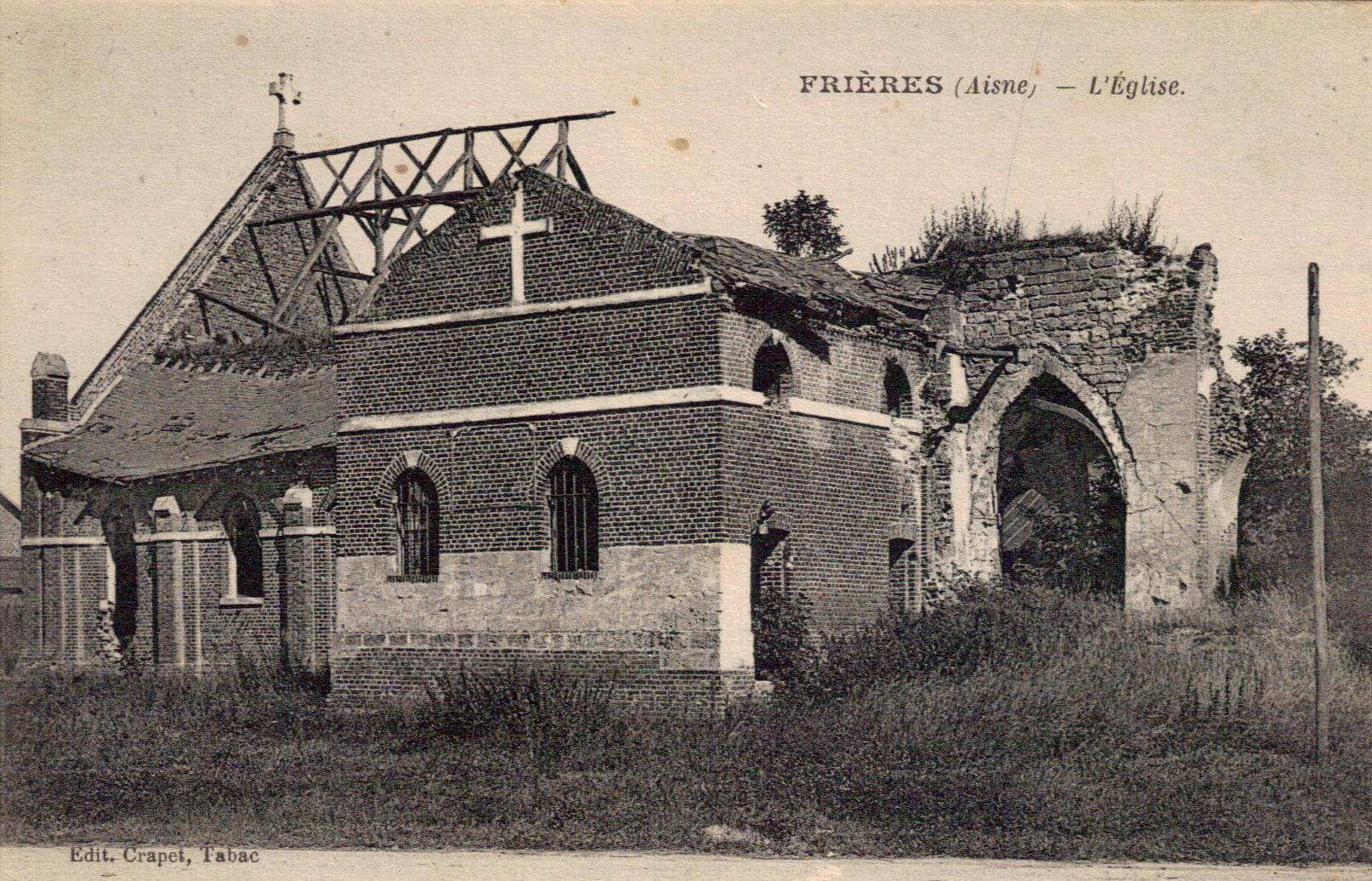
Zerstörte ehemalige Kirche auf einer Postkarte um 1918
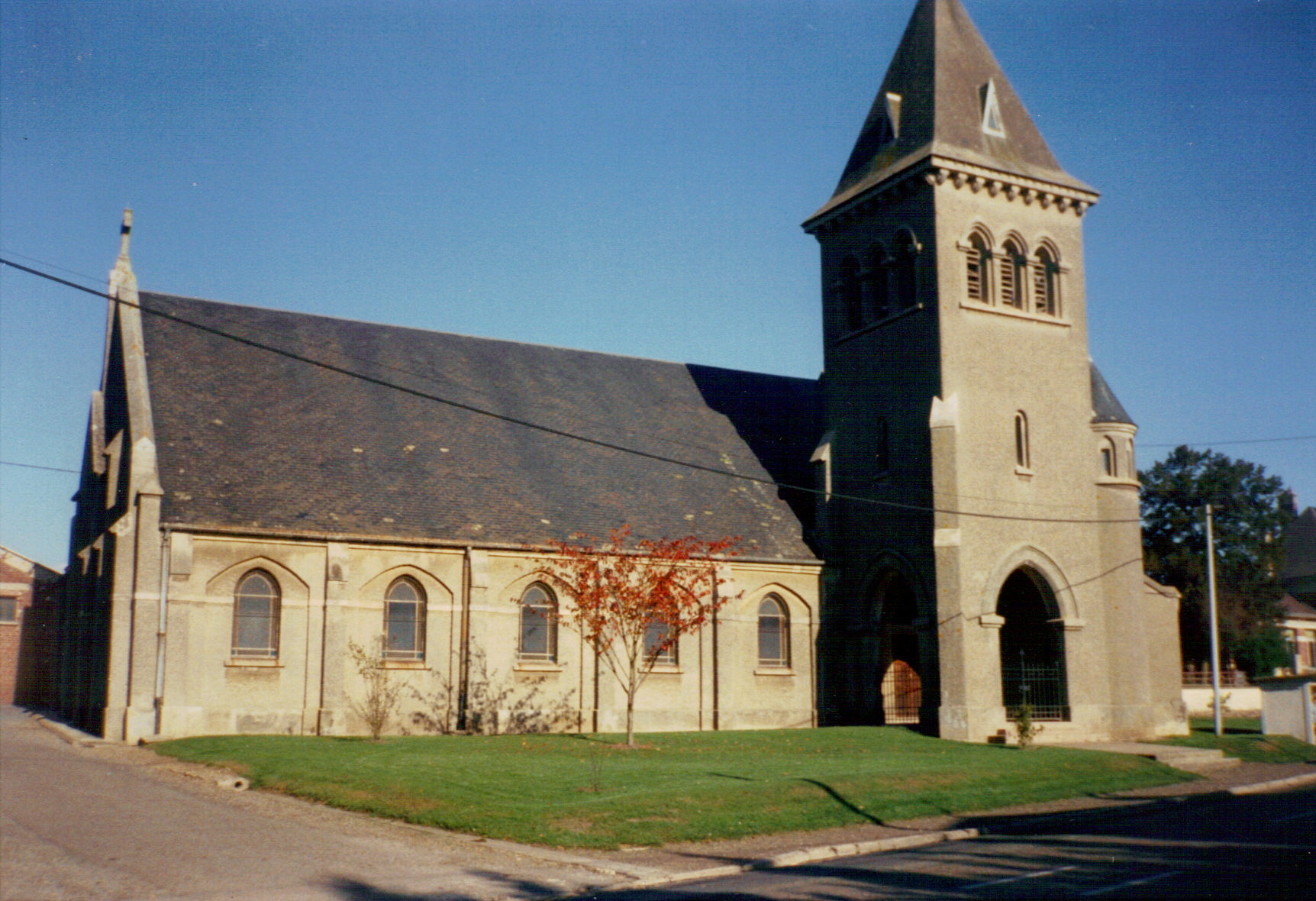
Kirche Notre-Dame